# Voorafstempeling
Voorafstempeling houdt in dat postzegels met een opdruk worden vernietigd vóórdat ze aan de verzender worden geleverd. Vaak zijn dat verzenders van grote partijen post. De posterij kan deze post sneller verwerken doordat het afstempelen kan worden overgeslagen. De gewone consument kan deze postzegels niet op het postkantoor kopen. Daarmee is hergebruik vrijwel uitgesloten. Postzegels met voorafstempeling worden of werden veel gebruikt in België, Frankrijk, de Verenigde Staten en Canada.

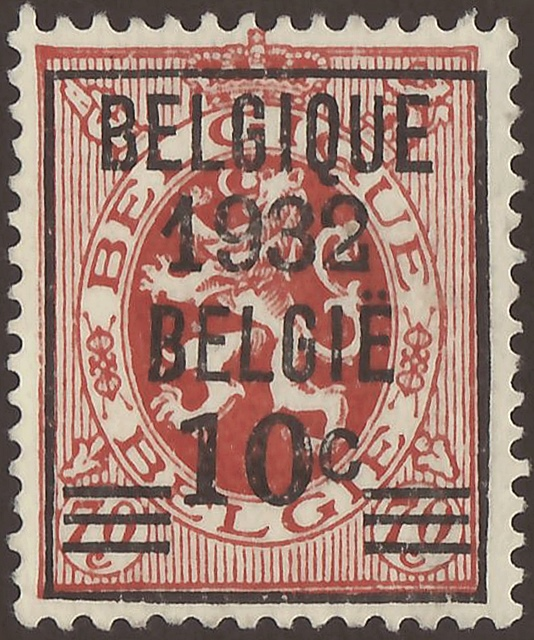
Voorafstempeling België (1932)
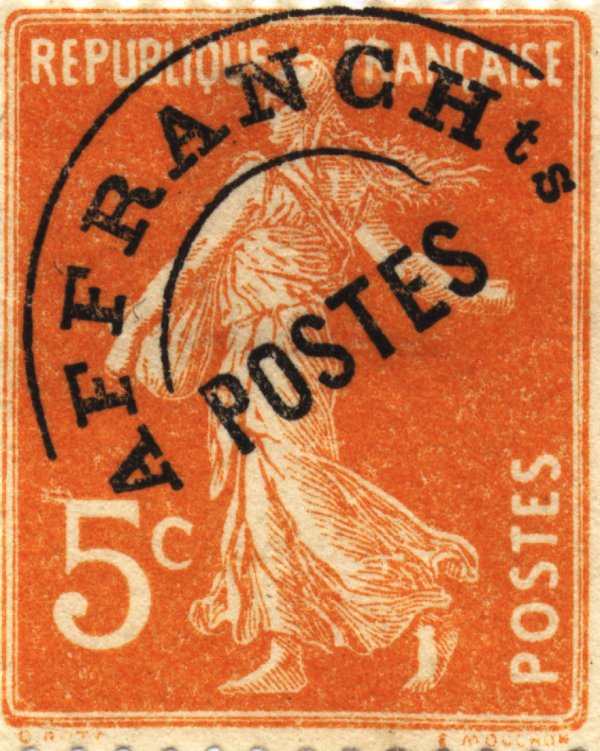
Voorafstempeling Frankrijk (1907-1935)
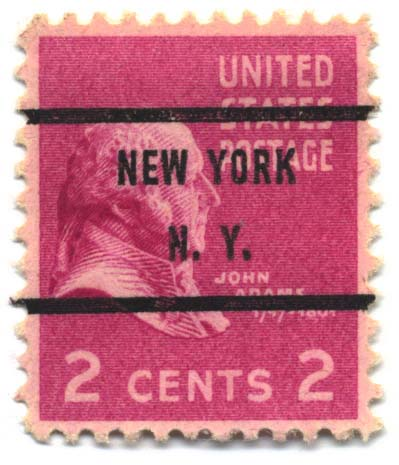
Voorafstempeling Verenigde Staten (1938)
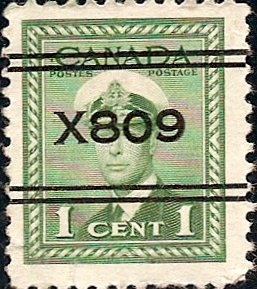
Voorafstempeling Canada (1942)

andreaskruis · baarfrankering · brandkastzegel · cinderella · decemberzegel · dienstzegel · doorloper · dwangtoeslagzegel · eerste postzegelemissie · gelegenheidszegel · gemeenschappelijke postzegelemissie · gemengde frankering · gepersonaliseerde postzegel · kinderpostzegel · langlopende postzegel · luchtpostzegel · perfin · portzegel · postpakketzegel · postzegel met tab · postzegelboekje · spoorwegzegel · toeslagzegel · vertanding · voorafstempeling · zelfklevende postzegel · zomerpostzegel · zondagstrookje
Portaal · Categorie